# Schloss Mallmitz
Schloss Mallmitz (polnisch Pałac w Małomicach) befand sich in Małomice, Woiwodschaft Niederschlesien.
Seit dem Mittelalter bestand hier eine Wasserburg. Diese wurde Ende des 17. Jahrhunderts zu einem Schloss ausgebaut, das die Form eines geschlossenen Vierecks um einen Innenhof hatte. Die achteckige Marienkapelle des Schlosses wurde 1737 barock umgebaut und war Gruftkapelle der Freiherren von Kittlitz. Im 19. Jahrhundert war das Schloss im Besitz der gräflichen Familie Dohna. Nach der polnischen Übernahme der Region 1945 wurde das Schloss abgetragen.